# Banteay Kdei

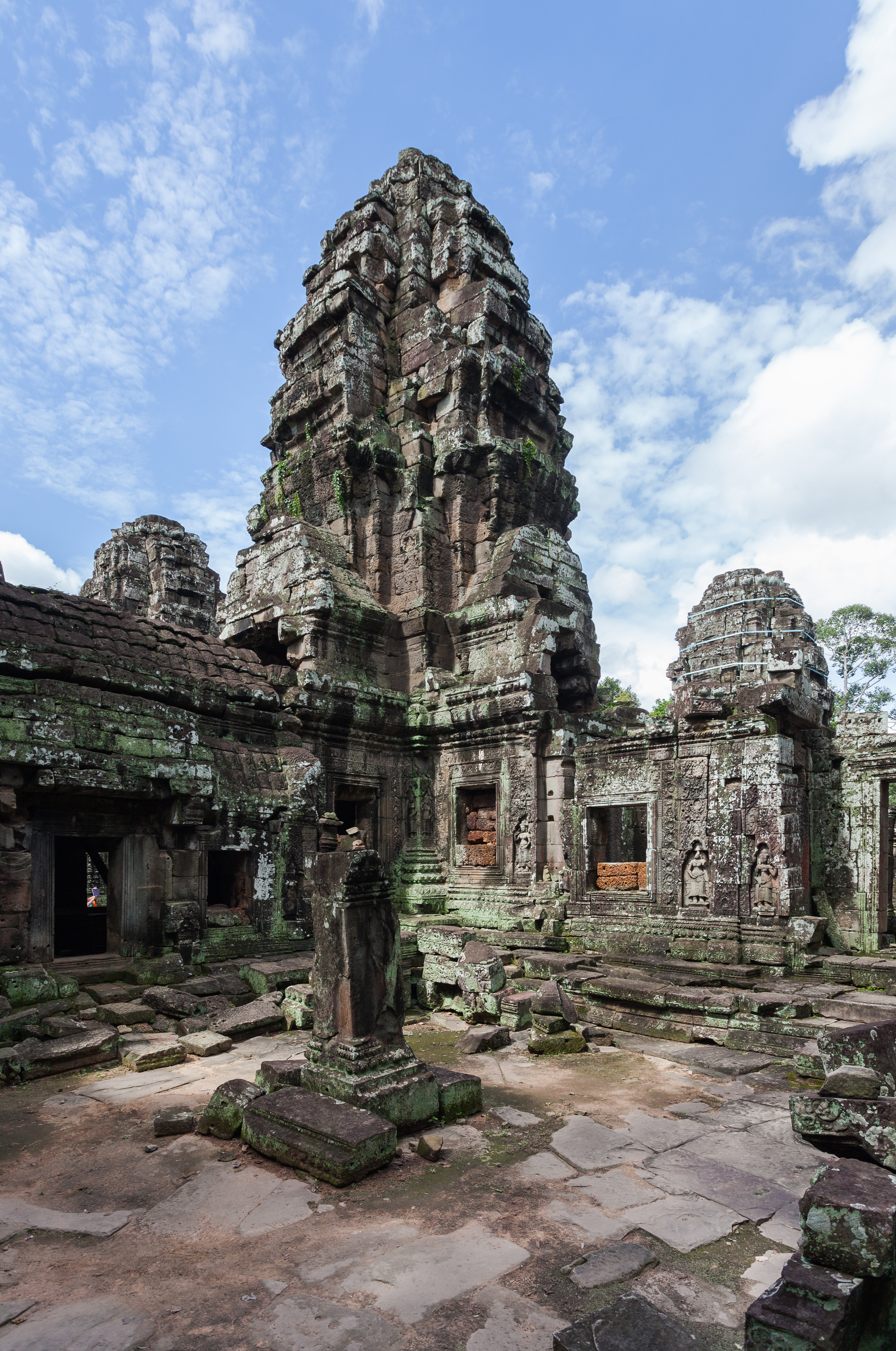
Banteay Kdei

Banteay Kdei is een boeddhistische tempel (wat) in de Cambodjaanse tempelruïnestad Angkor, bekend als de locatie van het enorme tempelcomplex Angkor Wat, waar Banteay Kdei deel van uitmaakt. Banteay Kdei ligt ten zuidoosten van de tempel Ta Prohm en ten oosten van Angkor Thom. De tempel, waarvan de naam in het Khmer citadel van kamers betekent, dateert uit de midden-12e tot vroege-13e eeuw. Ze werd gebouwd onder de heerschappij van Jayavarman VII, in de stijl van de staatstempel Bayon. Banteay Kdei is kleiner en minder ingewikkeld dan gelijkaardige tempels zoals Ta Prohm of Preah Khan.

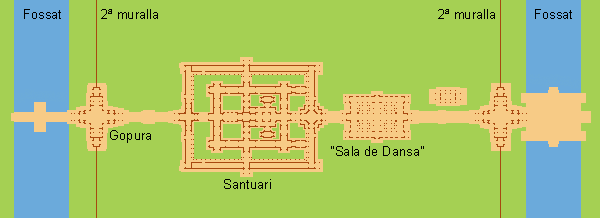
Gedetailleerd grondplan van Banteay Kdei.

## Galerij

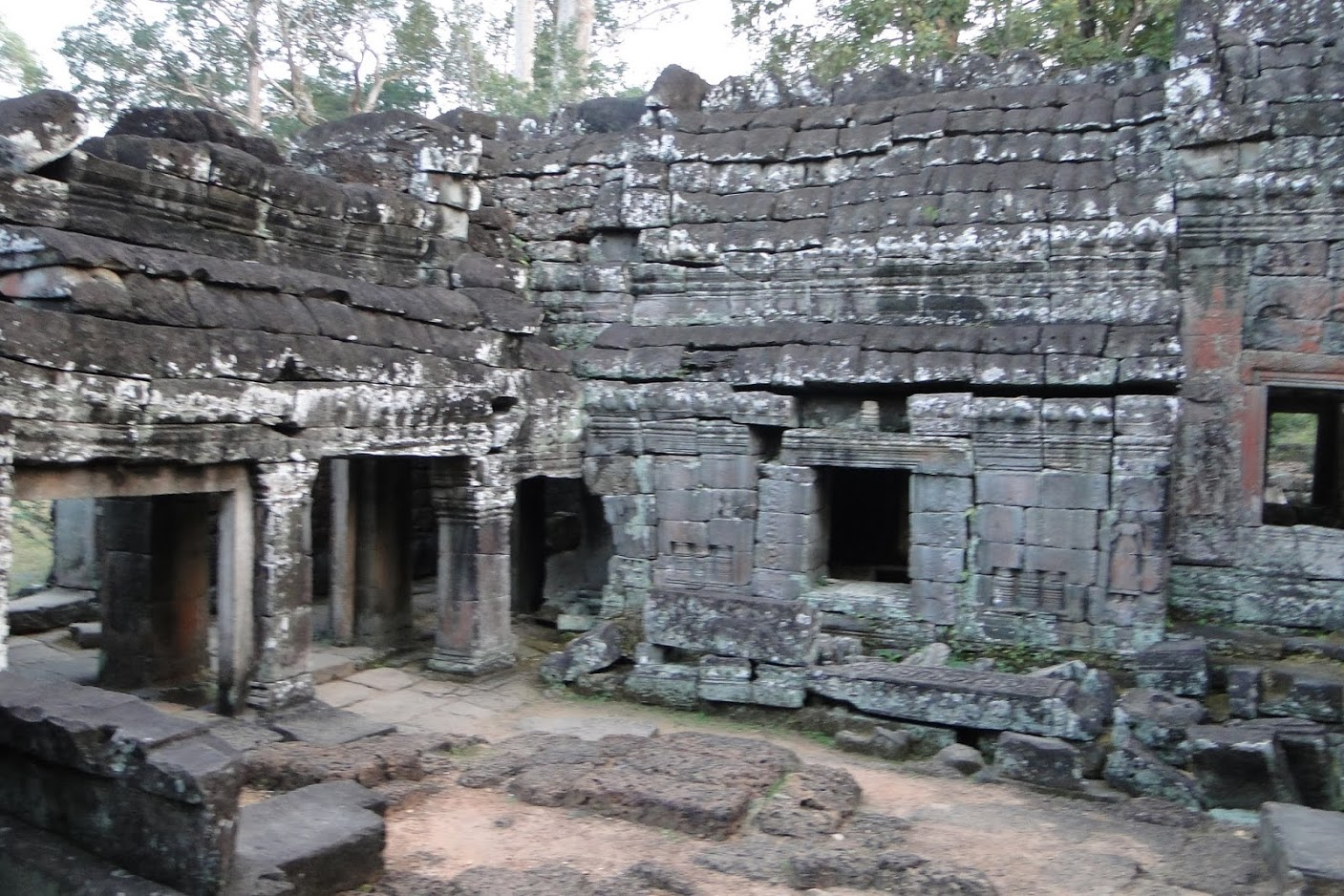
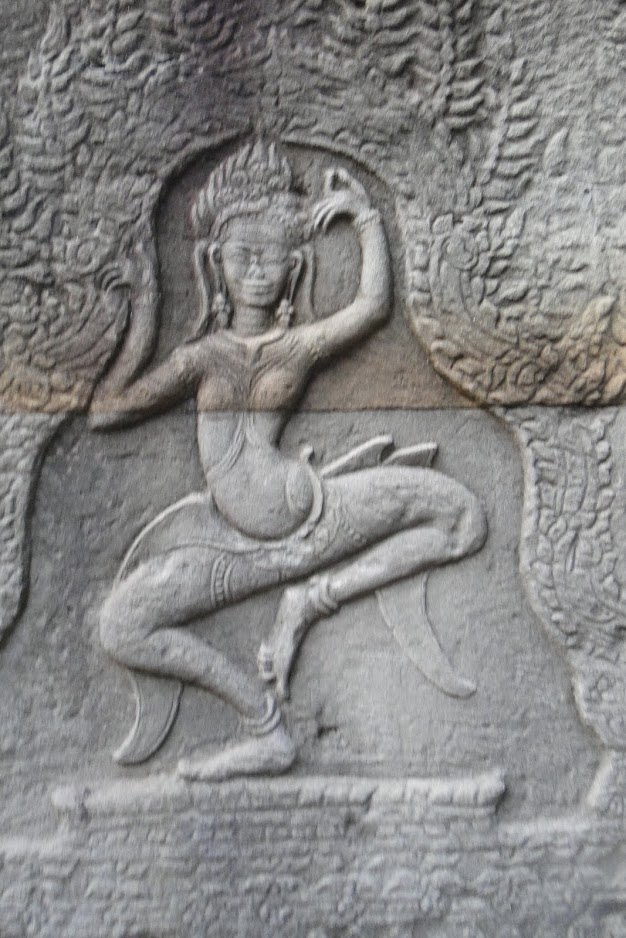
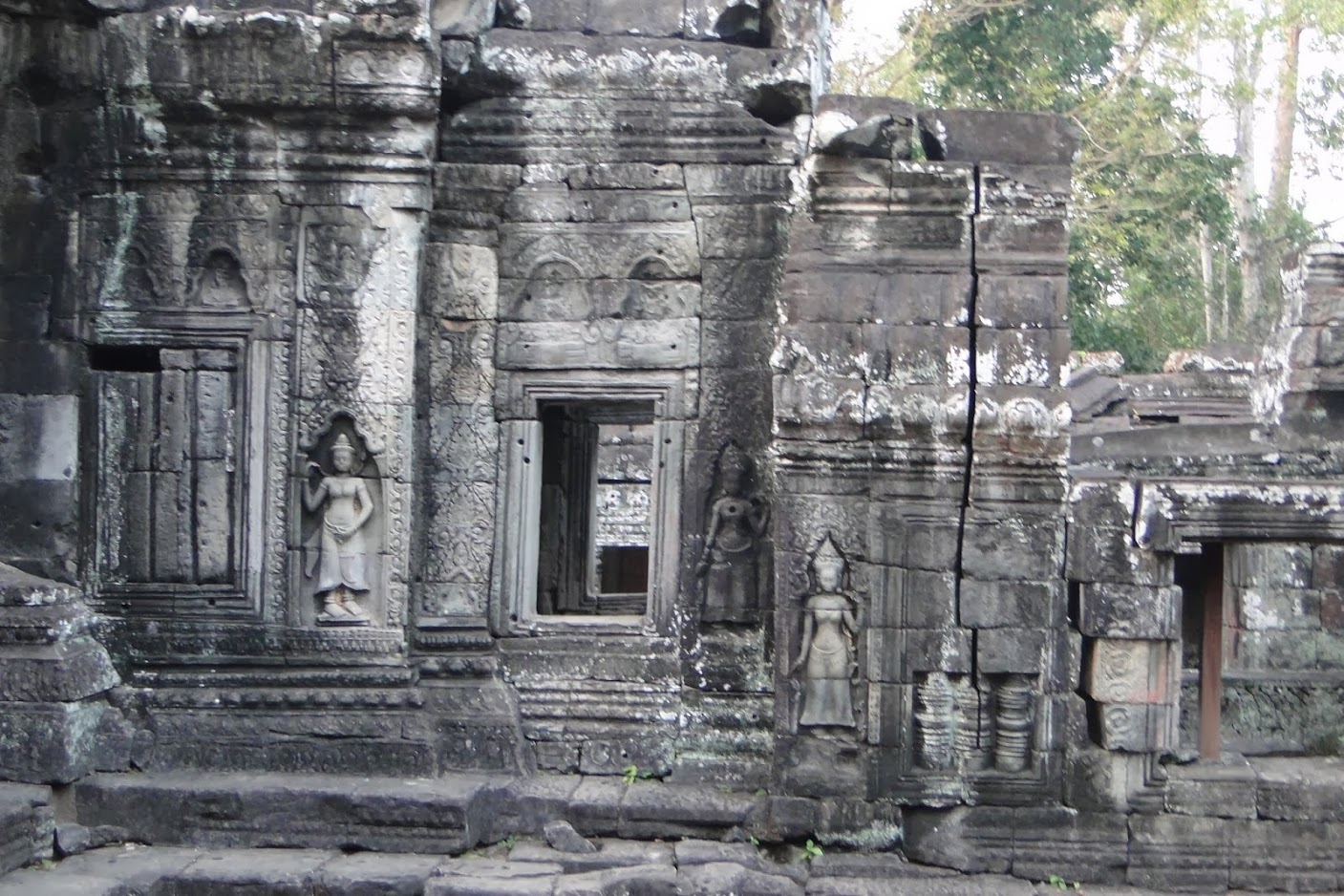
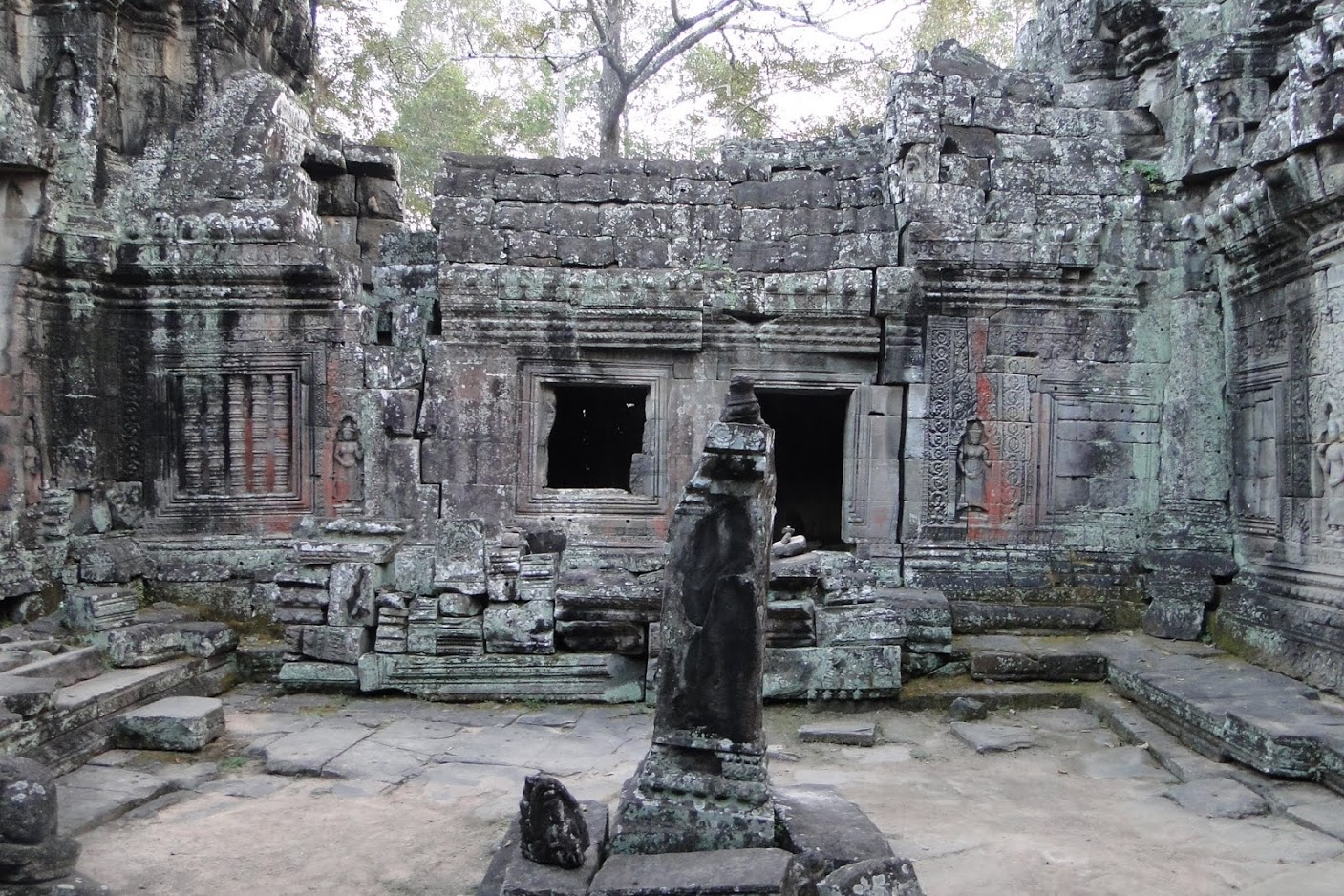
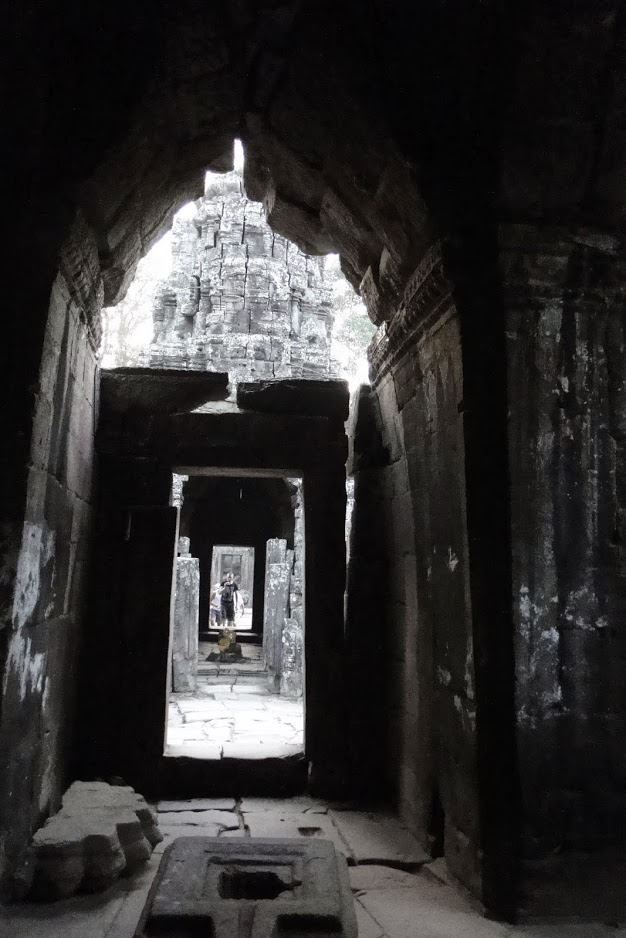
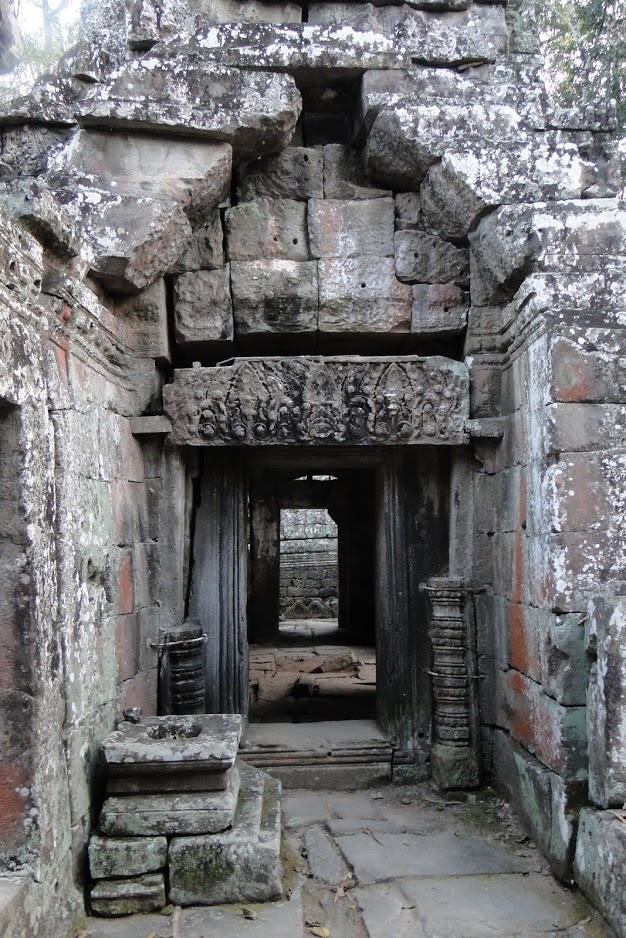
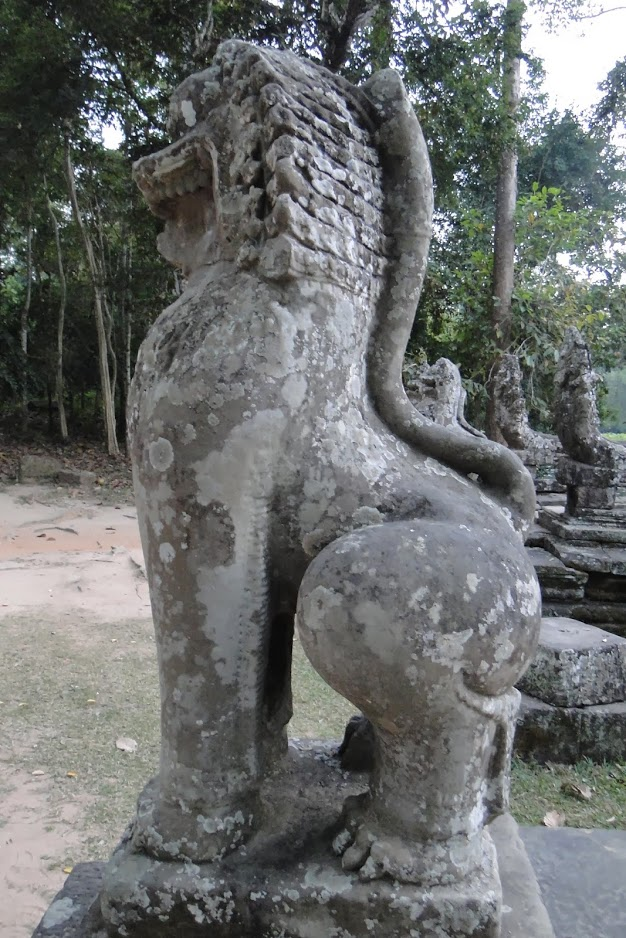
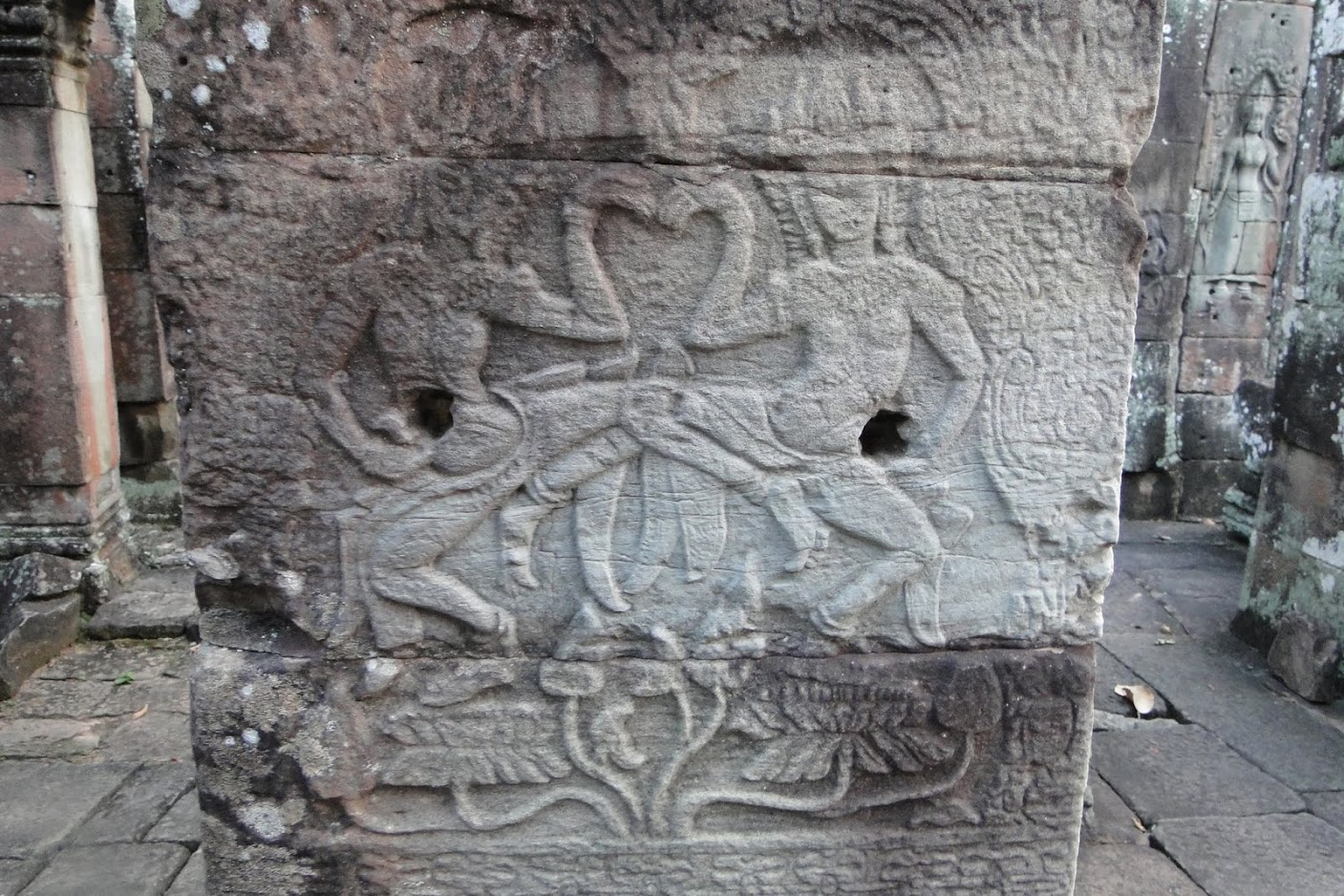